# Andanzas y viajes de Pedro Tafur

Firma de Pedro Tafur.

Andanzas y viajes de Pedro Tafur (originalmente Tractado de las andanças e viajes de Pero Tafur o Itinerario) es un libro de viajes medieval escrito hacia 1454 por el caballero, escritor y viajero castellano Pedro Tafur. En él relata su periplo realizado entre 1436 y 1439 por lugares del Mediterráneo (Creta, Rodas, Chipre, Quíos o Egipto), de Oriente Próximo (Tierra Santa, Esmirna, Trebisonda y Crimea) y gran parte de Europa (Estrasburgo, Bruselas, Maguncia, Bohemia, Viena, Venecia, Suiza, Hungría), incluyendo Roma y Constantinopla (Bizancio), ciudad que visitó poco antes de su conquista musulmana.
Se conserva en un único manuscrito de principios del siglo XVIII y en él se realiza una descripción geográfica, política y social de los lugares que visita.

## Introducción y contextualización
Pero Tafur vivió, llevó a cabo su viaje y la elaboración de su obra, en el siglo XV. Juan II de Castilla es proclamado rey en 1406, cuando muere Enrique III de Castilla y finaliza su reinado con su muerte en 1454, pero no es mayor de edad hasta 1419 y es en 1426 cuando comienza su reinado. Con la muerte del monarca, Tafur inicia la elaboración de su libro de viajes, en la segunda mitad del siglo XV. En 1454 empieza el reinado de Enrique IV en Castilla y en 1479 Fernando II de Aragón sube al trono y finaliza la unión dinástica entre Castilla y Aragón.
El siglo XV inicia un periodo conocido como la Era de los Descubrimientos, que se alarga hasta principios del siglo XVII. Esta época estuvo marcada por una gran expansión territorial por parte de portugueses, británicos y españoles. De la mano de estos descubrimientos territoriales, vinieron una serie de descubrimientos y avances tecnológicos en este siglo como: la brújula, la imprenta, el astrolabio o la carabela. A pesar de que la peste en Europa alcanzó su máximo en el siglo XIV, en el siglo XV estuvo marcado aún por las consecuencias de esta.

## Análisis de la obra

###### Descripción general
Pedro Tafur visitó los tres continentes conocidos en su época, aunque Asia y África de manera más superficial, y describió tanto las poblaciones (de las que le interesaron especialmente las ciudades) como las costumbres de sus habitantes. También observó la naturaleza y la fauna, en muchas ocasiones exótica para un europeo. No deja de reseñar la política, sociedad, industria y comercio de las tierras que recorrió, contextualizando históricamente estos aspectos en la medida de sus conocimientos y de la información que recibía. Uno de los puntos de interés del relato es su encuentro con el afamado viajero veneciano Niccolò dei Conti, quien le proporcionó noticias sobre el Medio y Extremo Oriente con que completar la descripción del mundo hasta entonces conocido.
Andanzas y viajes aparece ya citado por Ambrosio de Morales o Gonzalo Argote de Molina, quien lo tuvo entre los manuscritos que consultaba al escribir su obra maestra Nobleza de Andalucía. Ambos la denominan Itinerario en lugar de con el nombre que le asigna el manuscrito del siglo XVIII, aunque el primer nombre es menos adecuado ya que el viaje de Tafur no es un itinerario al uso de los que emprendían los peregrinos a Tierra Santa, sino que tiene un afán más individualista y humanista, el del curioso que desea tener una experiencia vital enriquecedora. Además, y a diferencia del otro gran libro de viajes español del siglo XV, la Embajada a Tamorlán de Ruy González de Clavijo, el libro de Tafur no es un diario ni una crónica, sino un relato elaborado a quince años de distancia de la experiencia del viaje.
Según señala Francisco Javier Villalba, el libro de viajes o aventuras de Tafur carece de calidad literaria y no está escrito por un verdadero historiador. Relata sus viajes utilizando una prosa simple, primitiva e ingenua, carente de la ambición y la cultura de la gran literatura, pero que lejos de ser tosca y monótona, trasluce una inteligencia viva y un agudo sentido de la observación, lo que le aporta frescura a su estilo, plagado de detalles curiosos. En resumen, su obra es considerada generalmente como un libro de viajes, interesante por ser de los pocos medievales que se han conservado en España, pero atípico, entre otras razones por la distancia temporal transcurrida entre la realización del itinerario y su redacción.
Otra de las características de este libro de viajes es la comparación que establece entre las ciudades que visita y ciudades de Castilla, sobre todo con la ciudad de Sevilla, dato que favorece la versión de que pasó su juventud en este lugar. Además, el viaje de Tafur tiene como centro neurálgico, Italia, más concretamente, Venecia, ya que siempre regresa a esta ciudad después de sus andanzas y hace visitas al papa.
Tafur era un hombre que se regía por un modelo de valores religioso y de honor a la batalla, rasgos característicos de un hidalgo castellano.  Estaba a favor de la lucha armada contra el islam, pero a su vez era un hombre caritativo, curioso y práctico. Además, podemos percibir su espíritu ilustrado y que se trataba de un hombre docto por su gusto y admiración por la formación humanística que se refleja en su obra por la admiración con la que habla de los clásicos griegos y romanos y hacia Oriente y por el criterio de sistematización presente en su obra. Este orden sistemático lo estudia Ángel Luis Molina Molina, y es que Pedro Tafur hace una descripción de los siguientes criterios en todos los lugares que visita:
- Fertilidad y riqueza de las tierras.
- Sistema de defensa.
- Régimen político y administración de la justicia.
- Costumbres locales y de la nobleza.

Otro de los rasgos fundamentales de un hidalgo castellano es la religiosidad. Esta característica se puede observar en los deberes religiosos que cumple Tafur a lo largo del viaje, su caridad y en uno de los posibles motivos del viaje: la peregrinación a Tierra Santa. Otra de las posibles hipótesis que se manejan es que pudo escuchar a la corte de Juan II narrando la embajada al Gran Tamerlán.

###### Estructura interna y externa
Podemos dividir este relato de forma interna atendiendo a los viajes que realizó Pedro Tafur. Como afirma José Vives, el centro de esta peregrinación fue Italia, y, más concretamente, Venecia, posiblemente por su admiración por el humanismo como veníamos diciendo. Podemos establecer la división que realizó José Vives de la siguiente manera:
- Primera parte o primer viaje: partiendo de Sanlúcar de Barrameda hizo escala en Gibraltar donde asistió a la batalla por su conquista y a la muerte del conde de Niebla,[10] seguidamente visitó Pisa, Venecia, con visita de Roma y algunas otras ciudades italianas como Génova o Bolonia. Este viaje tuvo lugar desde otoño de 1436 hasta el 9 de mayo de 1437.

- Segunda parte o segundo viaje: desde Italia se dirigió a Oriente: Palestina, Egipto, Bizancio, Turquía, con regreso a Venecia. Se produjo entre el 9 de mayo de 1437 y el de 22 de mayo de 1438.

- Tercera parte o tercer viaje: desde Venecia al imperio alemán y con parada en ciudades limítrofes de los Países Bajos, Polonia, Austria e Italia hasta Ferrara. Esta tercera parte del viaje ocurrió entre el 22 de mayo de 1438 y el 19 de enero de 1439.

- Cuarta parte o cuarto viaje: se trata del regreso a España por el mar Adriático y el Mediterráneo hasta Cerdeña, en donde queda interrumpida la narración en el manuscrito: desde el 19 de enero de 1439 hasta la primavera del mismo año.

Con respecto a la estructura externa, el libro está dividido de la misma manera, atendiendo a los viajes. Comienza con un prólogo, dedicado a Fernando de Guzmán y, a continuación, los cuatro bloques de viajes, subdivididos en las diferentes visitas a ciudades.

###### Tafur y los mandatarios de su tiempo
Uno de los principales aspectos que debemos tener en cuenta es el hecho de que la motivación principal de viaje no es ni política ni comercial, como ocurre en muchas otras obras, simplemente está impulsada por una justificación de su posición como caballero y afán de aventura. Pero Tafur emprende el viaje movido por la nobleza de su linaje tratando de buscar sus orígenes en los del propio emperador de Constantinopla. Sin embargo, esto no le impidió relacionarse con muchos de los principales mandatarios de la época e incluso a vivir algunos de los episodios bélicos más conocidos de la historia.
Basándonos en la división realizada por Ángel Luis Molina Molina, comenzaremos en Italia, durante su viaje por estos territorios, en Ferrara, debido a la celebración del Concilio en el que se trataría la unión de la iglesia latina y la griega, conoció al emperador bizantino Juan VIII con quien mantuvo una reunión donde se trataron con gran familiaridad ya que, Pero Tafur conoció a la familia de este durante su viaje por Oriente.
Más tarde, tras verse obligado a viajar a Venecia retomará su viaje en Florencia donde se encontrará al Papa Eugenio IV y al Emperador quienes venían de trasladar el Concilio de Ferrara a Florencia. Tras este encuentro, Pero Tafur regresará a Castilla.
Durante su etapa por Oriente, vivió muy cerca la muerte de muchos personajes conocidos como la del obispo de Nicosia y la del Gran Maestre Antonio de Fluvián, gracias a esto describió en su libro de viajes con mucho detalle todas las ceremonias de entierro y llegó a conocer al sustituto del Gran maestre, el Prior de Alvernia, Juan de Lastic.
En su paso por la Europa Transalpina no se nombran a muchos mandatarios importantes de la época, entre las relaciones sociales que mantiene Pero, solo se resalta el nombre del Marqués de Miçina, quien le recibió unos días después de haber estado batallando contra los bohemios.